# Vèndres
Vèndres (en francès Vendres) és un municipi occità del Llenguadoc, situat al departament de l'Erau, a la regió d'Occitània.

## Monuments
- Església de Saint-Etienne (s.XIV})
- El poble vell
- El Temple de Venus, vestigis de l'antiguitat clàssica, al nord de l'Estany.
- Ruïnes d'una vil·la romana (entre La Vidalle i la Savoie Neuve).
- L'estany de Vendres.
- La font calenta i sulfurosa del Puech Blanc.
- La font gasosa del Puech Blanc.
- El port del Chichoulet, al Grau de Vendres.